# Вилла Маурер
Вилла Маурер (нем. Villa Maurer), сегодня известная как Вилла Виктория (нем. Villa Victoria) — особняк в городе Гера, построенный в 1898—1899 годах; расположен по адресу Гагаринштрассе 14.

## История
Вилла Маурер была построена в престижном в тот период районе города Гера в 1898—1899 годах по проекту востребованного городского архитектора Карла Зэнкера (см. также Вилла Шпете); заказчиком строительство выступил местный текстильный фабрикант Эмиль Отто Маурер, перед переездом которого в новую резиденцию в ней была воздвигнута дополнительная пристройка, увеличившая кухню. Над входом в здание в качестве года окончания строительства указан 1900; семья Маурера, ранее проживавшая на соседней улице Адельхайдштрассе (сегодня — улица Клары Цеткин), переехала на виллу в 1901 году. Эмиль Маурер прожил на вилле до своей смерти в 1917 году. Позднее вдова Маурера сдавала часть виллы, а после её кончины, в 1938 году, виллу приобрел предприниматель Роберт Вольмут, владевший с 1920-х годов текстильной фабрикой «Walther, Bach & Co.»
После Второй мировой войны вилла Маурер сначала использовалась в качестве жилого здания, а в 1972 году она была передана Культурному союзу ГДР в качестве новой штаб-квартиры: в здание переехал клуб интеллигенции «Бертольт Брехт». С тех пор вилла тала местом встречи интеллектуалов и художников, в её помещениях стали проводиться выставки, круглые столы и семинары, а также — торжественные мероприятия. После объединения Германии и восстановления института частной собственности, вилла была возвращена первоначальным владельцам, а культурный союз переехал в дом Фербера. В 1994 году здание было приобретено юридической фирмой, которая провела ремонт и реконструкцию помещений — фирма размещалась в бывшем доме Маурера до лета 2014 года. После новой масштабной реконструкции и реставрации, произведённой в 2014—2015 годах, вилла вновь стала использоваться для культурных целей и была переименована в честь германской императрицы Виктории.

## Описание
Вилла Маурер была построена в стиле неоренессанс. Архитектор Карл Заенкер, одновременно проектировавший виллу Мюнх, использовал для обоих зданий одинаковый кирпич и штукатурку. Двухэтажная вилла Маурер, имеющая обширный чердак, была построена на небольшой возвышении, так что подвал дома имел вход с улицы. Со стороны улицы ко входу в дом ведет каменная лестница с коваными перилами. Дизайн сада, окружающего виллу с западной и южной сторон, был восстановлен - сегодня он имеет свой исторический облик. Вилла имеет жилую площадь в 435 квадратных метров и дополнительные технические помещения в 175 квадратных метров.